# Кислов, Андрей Игоревич
Андрей Игоревич Кислов (род. 29 августа 1958, Куйбышев, Куйбышевская область, РСФСР, СССР) — российский политический деятель, сенатор Российской Федерации от Самарской области с 28 сентября 2021 года. Член Комитета Совета Федерации по аграрно-продовольственной политике и природопользованию. 
Из-за поддержки нарушения территориальной целостности Украины во время российско-украинской войны находится под персональными санкциями ряда стран.

## Биография
Андрей Кислов родился в 1958 году в Куйбышеве. Окончил Куйбышевский инженерно-строительный институт, работал сменным мастером завода керамзитового гравия управления «Куйбышевсельстрой» (1980—1982), инженером-наладчиком котельного оборудования Центральной базы производственного обслуживания по ремонту и прокату бурового нефтепромыслового оборудования ПО «Куйбышевнефть» (1982—1990), заместителем генерального директора Куйбышевского управления магистральных газопроводов ПО «Югтрангаз» (1990—2001), заместителем генерального директора по экономике АО «Волгопромгаз» Владимира Аветисяна. В 2001—2019 годах был генеральным директором ООО «Газпром межрегионгаз Самара», структурного подразделения «Газпром межрегионгаз». 24 мая 2021 года избран председателем совета директоров футбольной команды «Крылья Советов».
В 1997—2021 годах Кислов заседал в Самарской губернской думе II, III, IV, VI VII созывов как представитель партии «Единая Россия», возглавлял комитет по ЖКХ, ТЭК и охране окружающей среды. 28 сентября 2021 года стал членом Совета Федерации от Самарской области, сменив С. В. Мамедова. Вошёл в состав комитета по аграрно-продовольственной политике и природопользованию.
23 ноября 2020 года «за активную законотворческую деятельность и многолетнюю добросовестную работу» Кислов был награждён медалью ордена «За заслуги перед Отечеством» II степени.
Из-за нарушения территориальной целостности и независимости Украины во время российско-украинской войны Кислов находится с 2022 года под персональными санкциями всех стран Европейского союза, Канады, Швейцарии, Австралии, Великобритании, Новой Зеландии, США, Украины.